# Golden Gophers du Minnesota
Pour les articles homonymes, voir Gopher (homonymie).
Les Golden Gophers du Minnesota (en anglais : Minnesota Golden Gophers) sont un club omnisports universitaire réunissant les 33 équipes sportives féminines et masculines de l'Université du Minnesota. Ces équipes, membres de la Big Ten Conference, participent aux compétitions universitaires organisées par la National Collegiate Athletic Association au sein de sa Division I.
La plus fameuse équipe des Golden Gophers est celle de football américain qui a remporté six titres nationaux (1934, 1935, 1936, 1940, 1941 et 1960).
Depuis 1982, l'équipe évoluait au Hubert H. Humphrey Metrodome, enceinte de 63 000 places. À partir de 2009, les Golden Gophers évoluent au Huntington Bank Stadium situé sur le campus. Cette enceinte compte plus de 50 000 places, mais une extension à 80 000 places est possible.
La présente page est principalement dédiée au traitement du football américain au sein de l'université.

## Sports représentés
| Hommes (11)                                                                                 | Femmes (12)       |
| ------------------------------------------------------------------------------------------- | ----------------- |
| Athlétisme†~                                                                                | Athlétisme†       |
| Baseball                                                                                    | Aviron            |
| Basketball                                                                                  | Basketball        |
| Cross country                                                                               | Cross country     |
| Football américain                                                                          | Football (soccer) |
| Gymnastique~                                                                                | Gymnastique       |
| Golf                                                                                        | Golf              |
| Hockey sur glace                                                                            | Hockey sur glace  |
| Natation/Plongeon                                                                           | Natation/Plongeon |
| Tennis~                                                                                     | Tennis            |
| Lutte                                                                                       | Softball          |
|                                                                                             | Volleyball        |
| † – Athlétisme en salle et/ou en plein air. ~ - Fin du programme après la saison 2020-1921. |                   |

## Origine du surnom
Le nom « Gopher » est dérivé d'un surnom attribué dès 1857 à l'État du Minnesota : « The Gopher State ». Cette appellation était la conséquence d'une caricature politique de R. O. Sweeny publiée en 1858 et qui ridiculisait le prêt ferroviaire de 5 millions de dollars qui a aidé au développement du chemin de fer vers l'Ouest. La caricature dépeignait les propriétaires du chemin de fer comme des spermophiles rayés sournois (écureuil à rayures appelés « striped gophers » au Minnesota) tirant un wagon de chemin de fer vers une mauvaise voie et à bord duquel se trouvait l'Assemblée législative territoriale de l'État du Minnesota.
En 1888, le surnom de « Gopher » est associé à l'université dès la publication de son premier annuaire, celui-ci étant intitulé « The Gopher ».
Le surnom étant ensuite régulièrement utilisé dans les annuaires suivants, l'entraîneur de l'équipe de football américain, Clarence Spears, surnomme officiellement son équipe les « Gophers » en 1926. En 1934, l'entraîneur Bernie Bierman décide de changer la couleur des maillots de l'équipe. La couleur « or » devient la couleur prédominante. Faisant référence à cette couleur, le journaliste et reporter radio Halsey Hall est le premier à utiliser la dénomination « Golden Gophers » pour désigner l'équipe de football américain, dénomination qui devient aussitôt officiel.

## Football américain

### Descriptif en début de saison 2024
- Couleurs :   (bordeaux et or)
- Dirigeants :
  - Directeur sportif : Mark Coyle
  - Entraîneur principal : P. J. Fleck (en), 8e saison, bilan : 49 - 34 (59%)
- Stade
  - Nom : Huntington Bank Stadium
  - Capacité : 50 805
  - Surface de jeu : pelouse artificielle (Fieldturf Revolution )
  - Lieu : Minneapolis , Minnesota
- Conférence :
  - Actuelle : Big Ten Conference , Division Ouest (depuis 1953)
  - Ancienne : 
    - Indépendants (1882–1895)
    - Western Conference (en) (1896–1952)
- Internet :
  - Nom site Web : gophersports.com
  - URL : https://gophersports.com/sports/football
- Bilan des matchs :
  - Victoires : 732 (57,2 % )
  - Défaites : 543
  - Nuls : 44
- Bilan des Bowls :
  - Victoires : 12 (50,0% )
  - Défaites : 12
- College Football Playoff : -
- Titres :
  - Titres nationaux non réclamés : 2 (1911, 1915)
  - Titres nationaux : 7 (1904, 1934, 1935, 1936, 1940, 1941, 1960)
  - Titres de conférence : 18
  - Titres de la division ouest de la B10 : 1 (en 2019)
- Joueurs :
  - Meilleures statistiques individuelles de l'histoire des Golden Gophers (en).
  - Vainqueur(s) du Trophée Heisman : 1, Bruce Smith (en 1941)
  - Sélectionnés All-American : 34
- Hymne : « Minnesota Rouser (en) »
- Mascotte : Goldy Gopher (en)
- Fanfare : Minnesota Marching Band (en)
- Rivalités :
  - Badgers du Wisconsin
  - Hawkeyes de l'Iowa
  - Wolverines du Michigan
  - Nittany Lions de Penn State
  - Cornhuskers du Nebraska

### Histoire
L'équipe de football américain des Golden Gophers du Minnesota joue le premier match de son histoire le 29 septembre 1882 et débute par une victoire sur le score de 4-0 contre l'Université Hamline. Huit ans plus tard, en 1890, les Gophers accueillent l'équipe des Badgers du Wisconsin et gagnent le match 63 à 0. Depuis lors et à l'exception de la saison 1906, les Gophers et les Badgers se sont affrontés chaque année. Leurs 128 rencontres en ont fait la rivalité la plus jouée en NCAA Division I FBS.

#### Premières années
Les débuts du football américain au sein de l'université ont été modestes, les étudiants commençant à se réunir pour jouer des matchs de manière récréative. La popularité de leurs rencontres augmente au fil du temps. Les premières équipes étaient très peu organisées, l'équipe n'étant pas toujours composée uniquement d'étudiants. De plus, l'équipe ne possédait pas d'entraîneur attitré. Pour aider à l'organisation de l'équipe, les joueurs vont recruter des professeurs ayant joué au football américain dans des universités de l'Est du pays. Ainsi, Thomas Peebles est le premier entraîneur engagé en 1883. Il était professeur de philosophie et il sera le premier à recruter une équipe de fans pour encourager ses joueurs, ce qui lui vaut d'ailleurs d'être considéré comme le père du cheerleading américain. Comme la plupart des premiers entraîneurs, son mandat n'a duré qu'une saison.
Certaines années, l'équipe de football a joué sans entraîneur et d'autres avec plusieurs entraîneurs. Au total, lors des 16 saisons allant de 1882 à 1899, l'équipe a connu 15 entraîneurs différents. Au fil des années, l'encadrement s'est néanmoins stabilisé et en 1900, l'université embauche, comme premier entraîneur salarié à temps plein, le Dr Henry L. Williams.

#### Années de gloire

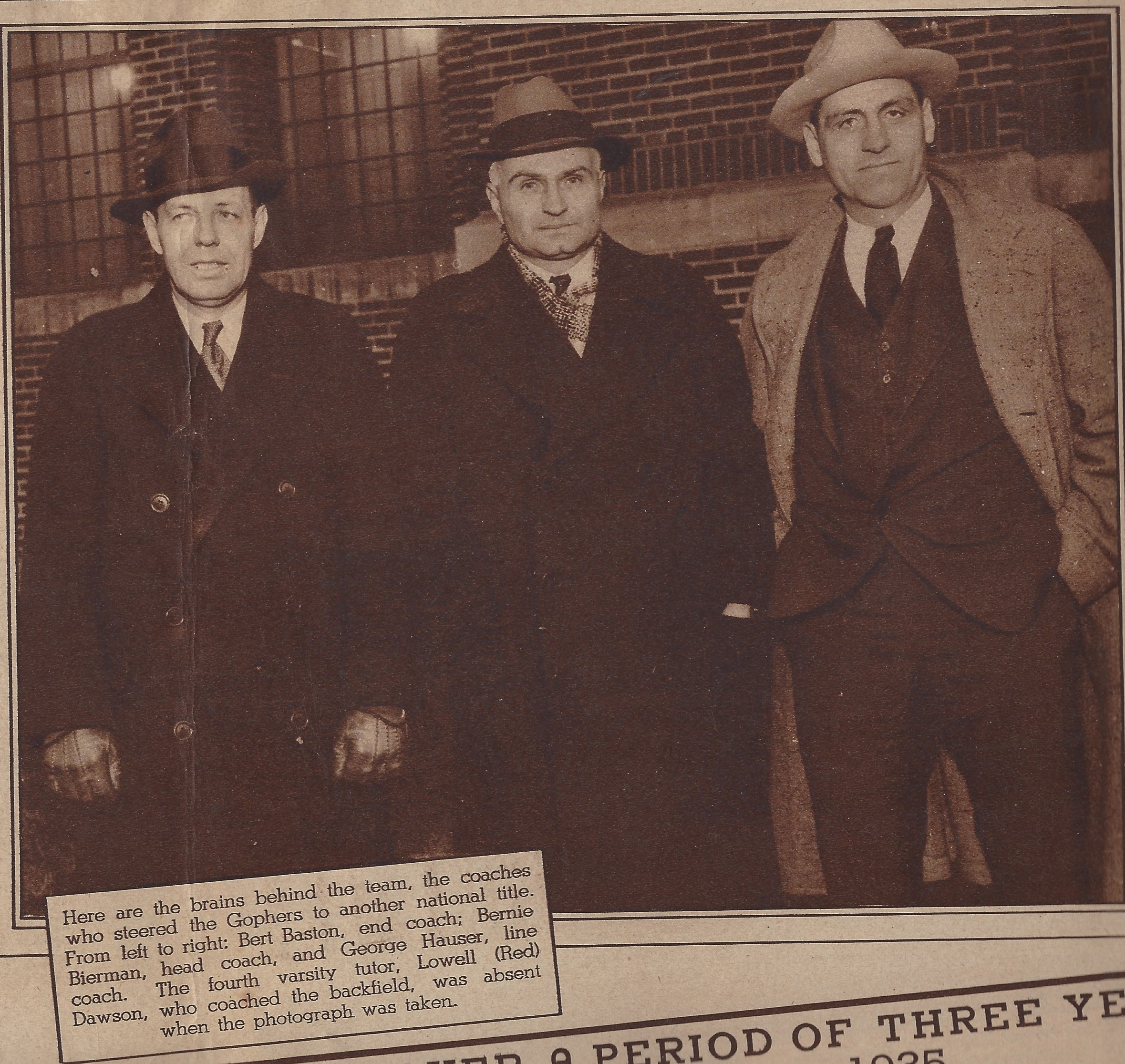
L'équipe des Golden Gophers du Minnesota ayant remporté le titre national 1935: l'entraîneur de la ligne défensive, l'entraîneur principal et l'entraîneur de la ligne offensive. L'entraîneur des arrières, Lowek (Red) Dawson était absent lors de la photo.

Les Gophers connaissent un certain succès au début du 20e siècle, terminant avec des bilans positifs de 1900 à 1919. L'entraîneur principal Henry L. Williams y développe le «Minnesota shift», innovant dans les changements de ligne rapides ce qui sera largement adopté par la suite. Avec Henry L. Williams (en) à sa tête, l'équipe va connaitre une série de 35 matchs consécutifs sans défaite de 1903 à 1905 (34 victoires et 1 nul) avec ce qui constitue une des séries les plus longues de la NCAA.
En 1932, Bernie Bierman (en) devient entraîneur principal des Gophers. De 1934 à 1936, ils vont remporter trois titres de champion national consécutifs. Minnesota est la dernière équipe de Division I à l'avoir fait. Pendant cette période, les Gophers restent invaincus pendant 28 matchs dont 21 victoires consécutives, le record de l'université étant de 24 victoires consécutives réparties sur les saisons 1903 à 1905. Emmenés par le running back Bruce Smith, les Gophers remportent également le titre national en 1940 et 1941, réalisant une série de 18 victoires consécutives étalées sur les saisons 1939 à 1942. Smith remportant le trophée Heisman en 1941.
Après quelques saisons médiocres pendant les années 1940 et 1950, les Gophers reviennent au premier plan en 1960 puisque après avoir remporté la finale de conférence Big 10, ils sont déclarés pour la septième fois champions nationaux par les agences AP et UPI en fin de saison régulière. Ils sont qualifiés pour disputer le Rose Bowl 1960 qu'ils perdent7 à 17 contre les Huskies de Washington. Ce titre national survient après deux saisons très négatives clôturées par des bilans de 1-8 en 1958 et de 2-7 en 1959. Au terne de la saison 1961, Minnesota se qualifie à nouveau pour le Rose Bowl qu'ils remportent sur le score de 21 à 3 contre les Bruins d'UCLA après que l'équipe des Bckeyes d'Ohio State, pourtant championne de la Conférence Big 10, aient décliné l'invitation à la suite de tensions entre l'académie et les athlètes au sein de leur université. C'est le premier et seul Rose Bowl remporté par Minnesota. Le dernier titre de conférence remporté par le Gophers le sera en fin de saison 1967, titre partagé avec les Hoosiers de l'Indiana et les Boilermakers de Purdue.

#### Années récentes
Après un bilan positif en 1967 (8–2), les Gophers ne remporteront plus 8 matchs sur une saison régulière avant la saison 1999 (8-4). La première saison avec 10 victoires, depuis la saison 1905, est celle de 2003 (10-3).
L'équipe de 2006 est restée dans les mémoires pour sa mauvaise performance lors du Insight Bowl joué contre les Red Raiders de Texas Tech, puisque après avoir mené 38 à 7 dans le troisième quart temps, elle s'est finalement inclinée sur le score de 41 à 44 en prolongation. Ce retournement de situation a été le plus important de l'histoire des bowls d'après-saison de la NCAA Division I FBS et il a directement conduit au licenciement de l'entraîneur principal Glen Mason (en) lequel est remplacé le 17 janvier 2007 par Tim Brewster (en).
En 1981, les Gophers jouent leur dernier match au Memorial Stadium puisqu'ils déménagent au Hubert H. Humphrey Metrodome où ils restent jusqu'en 2008. Le 12 septembre 2009, ils jouent leur premier match au TCF Bank Stadium situé sur le campus et battent les Falcons de l'Air Force sur le score de 20 à 13.
En 2010, après un bilan provisoire négatif de 1-6, l'entraîneur principal Tim Brewster est renvoyé. Après un intérim de Jeff Horton il est remplacé le 6 décembre 2010 par Jerry Kill, ancien entraîneur principal des Huskies de Northern Illinois.
En 2014, les Gophers terminent la saison avec un bilan de 8–4 (5–3 dans les matchs de conférence) mais ce sont les Badgers du Wisconsin qui disputent la finale de conférence. Ils participent néanmoins au Citrus Bowl 2015 qu'ils perdent 13-33 contre les Tigers du Missouri.
En 2018, les Gophers en battant les Badgers remportent le trophée de rivalité dénommé Paul Bunyan's Axe (en) et mettent fin à une série de 14 défaites consécutives.
En 2019, Minnesota connait une saison historique avec un bilan en saison régulière de 11 victoires pour 2 défaites (7-2 en matchs de conférence) dont une victoire à domicile contre les Nittany Lions de Penn State (classée no 4 du pays) sur le score de 31 à 26, leur première victoire sur une équipe du Top 5 en 20 ans. Cette victoire donnait également aux Gophers un bilan positif provisoire de 9-0 pour la première fois depuis la saison 1904.

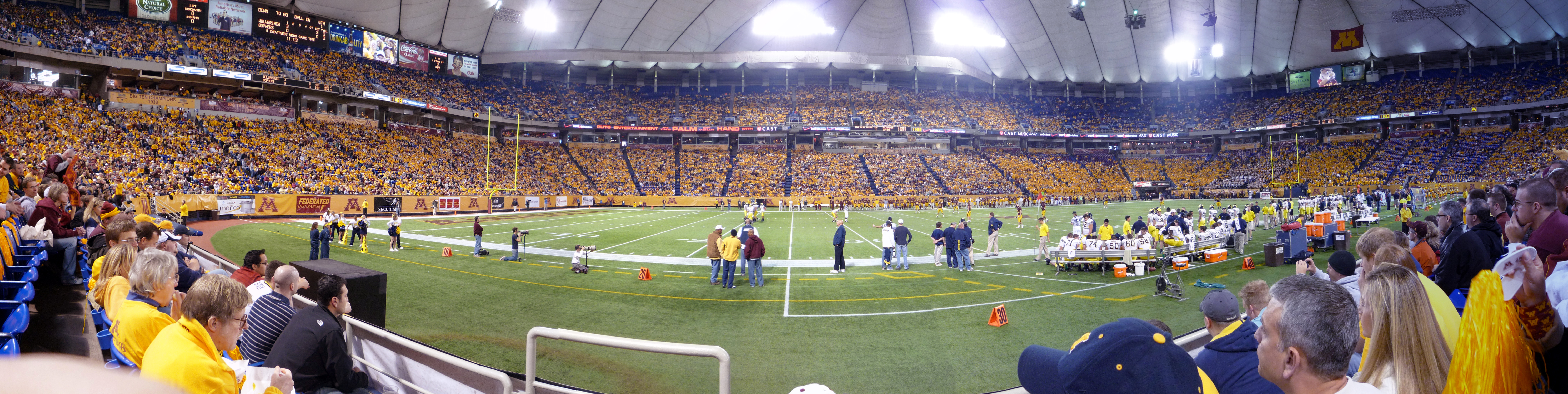
La 91e bataille pour le Little Brown Jug entre Minnesota et Michigan au Metrodome.

### Palmarès

#### Titre de champion national
Minnesota a remporté 9 titres nationaux qui lui ont été décernés par les agences de notation, dont 7 sont réclamés par l'Université du Minnesota soit ceux de 1904, 1934, 1935, 1936, 1940, 1941, et de 1960,.
| Saison                                               | Entraîneur             | Agences | Bilan  | Bowl           | Bowl     |
| ---------------------------------------------------- | ---------------------- | --- | ------ | -------------- | -------- |
| Saison                                               | Entraîneur             | Agences | Bilan  | Nom            | Résultat |
| 1904                                                 | Henry L. Williams (en) | Billingsley | 13–0–0 |                |          |
| 1911                                                 | Henry L. Williams      | Billingsley | 6–0–1  |                |          |
| 1915                                                 | Henry L. Williams      | Billingsley | 6–0–1  |                |          |
| 1934                                                 | Bernie Bierman (en)    | Billingsley, Boand, Dickinson, College Football Researchers Association, Helms Athletic Foundation, Litkenhous, National Championship Foundation, Sagarin Ratings, Sagarin (ELO-Chess) | 8–0–0  |                |          |
| 1935                                                 | Bernie Bierman         | Billingsley, Boand, Football Research, Helms, Litkenhous, National Championship Foundation, Poling                                                                                     | 8–0–0  |                |          |
| 1936                                                 | Bernie Bierman         | AP, Billingsley, Dickinson, Dunkel, Helms, Litkenhous, National Championship Foundation, Poling                                                                                        | 7–1–0  |                |          |
| 1940                                                 | Bernie Bierman         | AP, Berryman, Boand, DeVold, Dickinson, Football Research, Houlgate, Litkenhous, National Championship Foundation, Sagarin, Sagarin (ELO-Chess)                                        | 8–0–0  |                |          |
| 1941                                                 | Bernie Bierman         | AP, Billingsley, Boand, DeVold, Dunkel, Football Research, Helms, Litkenhous, National Championship Foundation, Poling, Sagarin, Sagarin (ELO-Chess)                                   | 8–0–0  |                |          |
| 1960                                                 | Murray Warmath (en)    | AP, Football News, National Football Foundation, United Press International | 8–2–0  | Rose Bowl 1961 | P, 7–17  |
| Légende : Les titres réclamés sont indiqués en gras. |                        | |        |                |          |

#### Titres de conférence
Minnesota a remporté 18 titres de conférence dont 11 étaient partagés.
| Saison                     | Entraîneur        | Conférence                                                 | Bilans | Bilans        |
| -------------------------- | ----------------- | ---------------------------------------------------------- | ------ | ------------- |
| Saison                     | Entraîneur        | Conférence                                                 | Global | En conférence |
| 1892                       | -                 | Intercollegiate Athletic Association of the Northwest (en) | 5–0    | 3–0           |
| 1893                       | Wallace Winter    | Intercollegiate Athletic Association of the Northwest (en) | 6–0    | 3–0           |
| 1900†                      | Henry L. Williams | Western Conference                                         | 10–0–2 | 3–0–1         |
| 1903†                      | Henry L. Williams | Western Conference                                         | 14–0–1 | 3–0–1         |
| 1904†                      | Henry L. Williams | Western Conference                                         | 13–0   | 3–0           |
| 1906†                      | Henry L. Williams | Western Conference                                         | 4–1    | 2–0           |
| 1909                       | Henry L. Williams | Western Conference                                         | 6–1    | 3–0           |
| 1910†                      | Henry L. Williams | Western Conference                                         | 6–1    | 2–0           |
| 1911                       | Henry L. Williams | Western Conference                                         | 6–0–1  | 3–0–1         |
| 1915†                      | Henry L. Williams | Western Conference                                         | 6–0–1  | 3–0–1         |
| 1927†                      | Clarence Spears   | Big Ten Conference                                         | 6–0–2  | 3–0–1         |
| 1933†                      | Bernie Bierman    | Big Ten Conference                                         | 4–0–4  | 2–0–4         |
| 1934                       | Bernie Bierman    | Big Ten Conference                                         | 8–0    | 5–0           |
| 1935†                      | Bernie Bierman    | Big Ten Conference                                         | 8–0    | 5–0           |
| 1937                       | Bernie Bierman    | Big Ten Conference                                         | 6–2    | 5–0           |
| 1938                       | Bernie Bierman    | Big Ten Conference                                         | 6–2    | 4–1           |
| 1940                       | Bernie Bierman    | Big Ten Conference                                         | 8–0    | 6–0           |
| 1941                       | Bernie Bierman    | Big Ten Conference                                         | 8–0    | 5–0           |
| 1960†                      | Murray Warmath    | Big Ten Conference                                         | 8–2    | 6–1           |
| 1967†                      | Murray Warmath    | Big Ten Conference                                         | 8–2    | 6–1           |
| Légende : † titre partagé. |                   |                                                            |        |               |

#### Titres de division
La Conférence Big Ten possède deux divisions depuis la saison 2011, les deux vainqueurs de division se disputant le titre de conférence. Ces divisions étaient dénommées Legends et Leaders de 2011 à 2013. En 2014, les divisions sont réalignées sur un critère géographique et sont renommées East (Est) et West (Ouest). Minnesota fait partie de la West Division et a remporté le titre de cette division à égalité avec les Badgers du Wisconsin) en 2019. Ce sont ces derniers qui disputent la finale de conférence en fonction des règles de départage
| Saison                     | Entraîneur      | Conférence | Division | Adversaire                                       | Résultat finale de conférence                    |
| -------------------------- | --------------- | ---------- | -------- | ------------------------------------------------ | ------------------------------------------------ |
| 2019†                      | P.J. Fleck (en) | Big Ten    | West     | Wisconsin qualifié selon les règles de départage | Wisconsin qualifié selon les règles de départage |
| Légende : † titre partagé. |                 |            |          |                                                  |                                                  |

#### Bowls
Minnesota a participé à 24 bowls (12 victoires pour 12 défaites).
| N° | Saison | Entraîneur     | Bowl                                | Adversaire                              | résultat |
| -- | ------ | -------------- | ----------------------------------- | --------------------------------------- | -------- |
| 01 | 1960   | Murray Warmath | Rose Bowl 1961                      | Huskies de Washington                   | P, 07–17 |
| 02 | 1961   | Murray Warmath | Rose Bowl 1962                      | Bruins de l'UCLA                        | G, 21–03 |
| 03 | 1977   | Cal Stoll      | Hall of Fame Classic 1977           | Terrapins du Maryland                   | P, 06–21 |
| 04 | 1985   | John Gutekunst | Independence Bowl 1985              | Tigers de Clemson                       | G, 20–13 |
| 05 | 1986   | John Gutekunst | Liberty Bowl 1986                   | Volunteers du Tennessee                 | P, 14–21 |
| 06 | 1999   | Glen Mason     | Sun Bowl 1999                       | Ducks de l'Oregon                       | P, 20–24 |
| 07 | 2000   | Glen Mason     | MicronPC.com Bowl 2000              | Wolfpack de North Carolina State        | P, 30–38 |
| 08 | 2002   | Glen Mason     | Music City Bowl 2002                | Razorbacks de l'Arkansas                | G, 29–14 |
| 09 | 2003   | Glen Mason     | Sun Bowl 2003                       | Ducks de l'Oregon                       | G, 31–30 |
| 10 | 2004   | Glen Mason     | Music City Bowl 2004                | Crimson Tide de l'Alabama               | G, 20–16 |
| 11 | 2005   | Glen Mason     | Music City Bowl 2005                | Cavaliers de la Virginie                | P, 31–34 |
| 12 | 2006   | Glen Mason     | Insight Bowl 2006                   | Red Raiders de Texas Tech               | P, 41–44 |
| 13 | 2008   | Tim Brewster   | Insight Bowl 2008                   | Jayhawks du Kansas                      | P, 21–42 |
| 14 | 2009   | Tim Brewster   | Insight Bowl 2009                   | Cyclones d'Iowa State                   | P, 13–14 |
| 15 | 2012   | Jerry Kill     | Meineke Car Care Bowl of Texas 2012 | Red Raiders de Texas Tech               | P, 31–34 |
| 16 | 2013   | Jerry Kill     | Texas Bowl 2013                     | Orange de Syracuse                      | P, 17–21 |
| 17 | 2014   | Jerry Kill     | Citrus Bowl 2015                    | Tigers du Missouri                      | P, 17–33 |
| 18 | 2015   | Tracy Claeys   | Quick Lane Bowl 2015                | Chippewas de Central Michigan           | G, 21–14 |
| 19 | 2016   | Tracy Claeys   | Holiday Bowl 2016                   | Cougars de Washington State             | G, 17–12 |
| 20 | 2018   | P. J. Fleck    | Quick Lane Bowl 2018                | Yellow Jackets de Georgia Tech          | G, 34–10 |
| 21 | 2019   | P. J. Fleck    | Outback Bowl 2020                   | Tigers d'Auburn                         | G, 31–24 |
| 22 | 2021   | P. J. Fleck    | Guaranteed Rate Bowl 2021           | Mountaineers de la Virginie-Occidentale | G, 18–06 |
| 23 | 2022   | P. J. Fleck    | Pinstripe Bowl 2022                 | Orange de Syracuse                      | G, 28–20 |
| 24 | 2023   | P. J. Fleck    | Quick Lane Bowl 2023                | Falcons de Bowling Green                | G, 30–24 |

### Entraîneurs principaux
| Saisons              | Entraîneur                                                                   | Nb. d'année | Bilan     | %    |
| -------------------- | ---------------------------------------------------------------------------- | ----------- | --------- | ---- |
| 1882                 | Pas d'entraîneur                                                             | 1           | 1–1       | 50,0 |
| 1883                 | Thomas Peebles (en)                                                          | 1           | 1–2       | 33,3 |
| 1884–1885            | Pas de rencontre                                                             | 2           |           |      |
| 1886–1888            | Frederick S. Jones (en)                                                      | 3           | 3–3       | 50,0 |
| 1889                 | Al McCord (en), D. W. McCord (en), Frank Heffelfinger (en), Billy Morse (en) | 1           | 3–1       | 75,0 |
| 1890                 | Tom Eck (en)                                                                 | 1           | 5–1–1     | 78,6 |
| 1891                 | Edward Moulton (en)                                                          | 1           | 3–1–1     | 70,0 |
| 1892                 | Pas d'entraîneur                                                             | 1           | 5–0       | 100  |
| 1893                 | Wallace Winter (en)                                                          | 1           | 6–0       | 100  |
| 1894                 | Tom Cochrane Jr. (en)                                                        | 1           | 3–1       | 75,0 |
| 1895                 | Pudge Heffelfinger                                                           | 1           | 7–3       | 70,0 |
| 1896–1897            | Alexander Jerrems (en)                                                       | 2           | 12–6      | 66,7 |
| 1898                 | Jack Minds (en)                                                              | 1           | 4–5       | 44,4 |
| 1899                 | Jack Harrison (en), William C. Leary (en)                                    | 1           | 6–3–2     | 63,6 |
| 1900–1921            | Henry L. Williams (en)                                                       | 22          | 136–33–11 | 78,6 |
| 1922–1924            | William H. Spaulding (en)                                                    | 3           | 11–7–4    | 59,1 |
| 1925–1929            | Clarence Spears (en)                                                         | 5           | 28–9–3    | 73,8 |
| 1930–1931            | Fritz Crisler (en)                                                           | 2           | 10–7–1    | 58,3 |
| 1932–1941, 1945–1950 | Bernie Bierman (en)                                                          | 16          | 93–35–6   | 71,6 |
| 1942–1944            | George Hauser (en)                                                           | 3           | 15–11–1   | 57,4 |
| 1951–1953            | Wes Fesler (en)                                                              | 3           | 10–13–4   | 44,4 |
| 1954–1971            | Murray Warmath (en)                                                          | 18          | 87–78–7   | 52,6 |
| 1972–1978            | Cal Stoll (en)                                                               | 7           | 39–39     | 50,0 |
| 1979–1983            | Joe Salem (en)                                                               | 5           | 19–35–1   | 35,5 |
| 1984–1985            | Lou Holtz (en)                                                               | 2           | 10–12     | 45,5 |
| 1986–1991            | John Gutekunst (en)                                                          | 6           | 29–36–2   | 44,8 |
| 1992–1996            | Jim Wacker (en)                                                              | 5           | 16–39     | 29,1 |
| 1997–2006            | Glen Mason (en)                                                              | 10          | 64–57     | 52,9 |
| 2007–2010            | Tim Brewster (en)                                                            | 4           | 15–30     | 33,3 |
| 2010                 | Jeff Horton (en)                                                             | 1           | 2–3       | 40,0 |
| 2011–2015            | Jerry Kill (en)                                                              | 5           | 29–29     | 50,0 |
| 2015–2016            | Tracy Claeys (en)                                                            | 2           | 11–8      | 57,9 |
| Depuis 2017          | P. J. Fleck (en)                                                             | 7           | 49–34     | 59,0 |

### Numéros retirés
Minnesota a retiré 5 numéros de maillot,
| N° | Joueur              | Poste                    | Saisons   | Date de retrait   |
| -- | ------------------- | ------------------------ | --------- | ----------------- |
| 10 | Paul Giel           | Halfback                 | 1951–1953 | 24 septembre 1991 |
| 15 | Sandy Stephens (en) | Quarterback              | 1959–1961 | 18 novembre 2000  |
| 54 | Bruce Smith         | Running back             | 1940–1941 | 27 juin 1977      |
| 72 | Bronko Nagurski     | Fullback/Tackle          | 1927–1929 | 27 octobre 1979   |
| 78 | Bobby Bell (en)     | Linebacker/Defensive End | 1960–1962 | 18 septembre 2010 |

### Rivalités
| Équipe rivale               | Surnom de la rivalité | Trophée de la rivalité                                    | Bilan des Wolverines | Bilan des Wolverines | Bilan des Wolverines | Bilan des Wolverines | Bilan des Wolverines | Premier match | Dernier match |
| --------------------------- | --------------------- | --------------------------------------------------------- | -------------------- | -------------------- | -------------------- | -------------------- | -------------------- | ------------- | ------------- |
| Équipe rivale               | Surnom de la rivalité | Trophée de la rivalité                                    | Nb.                  | V.                   | D.                   | N.                   | %                    | Premier match | Dernier match |
| Badgers du Wisconsin        | -                     | Paul Bunyan's Axe (depuis 1948) Slab of Bacon (1890-1943) | 133                  | 63                   | 62                   | 8                    | 50,4                 | 1890          | 2023          |
| Hawkeyes de l'Iowa          | -                     | Floyd of Rosedale                                         | 117                  | 63                   | 52                   | 2                    | 53,9                 | 1891          | 2023          |
| Wolverines du Michigan      | Little Brown Jug Bowl | Little Brown Jug                                          | 105                  | 25                   | 76                   | 3                    | 23,8                 | 1892          | 2020          |
| Nittany Lions de Penn State | -                     | Governor's Victory Bell                                   | 016                  | 06                   | 10                   | 0                    | 37,5                 | 1993          | 2022          |
| Cornhuskers du Nebraska     | -                     | $5 Bits of Broken Chair                                   | 064                  | 37                   | 25                   | 2                    | 59,4                 | 1900          | 2023          |

#### Badgers du Wisconsin
La rivalité avec Wisconsin est celle comptant, fin de saison 2023, le plus de matchs opposant deux équipes de NCAA Division I FBS (en) puisque avec 133 rencontres elle dépasse les 129 de la rivalité entre Georgia et Auburn. Le premier match s'est déroulée en 1890. Depuis, les deux équipes se sont rencontrées chaque année à l'exception de la saison 1906,.
Le vainqueur du match remporte le trophée dénommé Paul Bunyan's Axe depuis la saison 1948. Il succède au premier trophée (1930-1943) dénommé Slab of Bacon qui a disparu après le match de 1943 lorsque les Badgers étaient censés le remettre aux Golden Gophers.
Minnesota a dominé la série pendant la première moitié du 20e siècle tandis que Wisconsin a commencé à la dominer depuis le début des années 1990 en cumulant 14 victoires consécutives. La victoire 31 à 0 en 2017 a permis aux Badgers de mener la série pour la première fois depuis le début de la rivalité. Minnesota menait la série depuis 1902 et a compté jusqu'à 20 victoires de plus de Wisconsin.
En fin de saison 2023, Wisconsin mène la série avec 63 victoires pour 62 à Minnesota et 8 nuls.
Slab of Bacon
Le premier trophée de la rivalité fut le Slab of Bacon, utilisé de 1930 à 1943. Créé par R.B. Fouch de Minneapolis, le trophée était un morceau de noyer noir présentant un ballon de football en son centre sur lequel est inscrit la lettre "M" ou "W" selon la manière dont le trophée est accroché. Le mot « BACON » est gravé sur les deux extrémités, permettant aux gagnants de déclarer qu'ils ont « ramené le bacon à la maison ».
Cette tradition a pris fin en 1943. Minnesota ayant remporté le match, ses fans ont envahi le terrain. C'est Peg Watrous, étudiante de Wisconsin, qui était chargée de remettre le trophée au représentant des vainqueurs après le match. À la suite de l'agitation provoquée par l'envahissement de terrain, elle n'a pu retrouver le trophée,. :Apparemment, plus tard dans la journée, il aurait été retrouvé et remis dans les vestiaires de l'équipe du Minnesota à l'entraîneur George Hauser qui l'aurait alors refusé, expliquant que de telles traditions devraient être suspendues jusqu'au terme de la Seconde Guerre mondiale. Le trophée perdu est remplacé dès la saison 1948.
Il a été « perdu » pendant plus de 50 ans. En 1992, l'entraîneur du Wisconsin, Barry Alvarez, déclare en plaisantant « Nous avons emporté le bacon à la maison et l'avons gardé ». Ce n'est qu'en 1994, qu'un stagiaire de l'université du Wisconsin, Will Roleson, le retrouve dans un vieux placard du Camp Randall Stadium. Il est apparu que le trophée avait été mis à jour pendant un certain temps car les scores y avaient été inscrits au dos jusqu'au match de 1970. Ce trophée est actuellement exposé au stade Camp Randall.

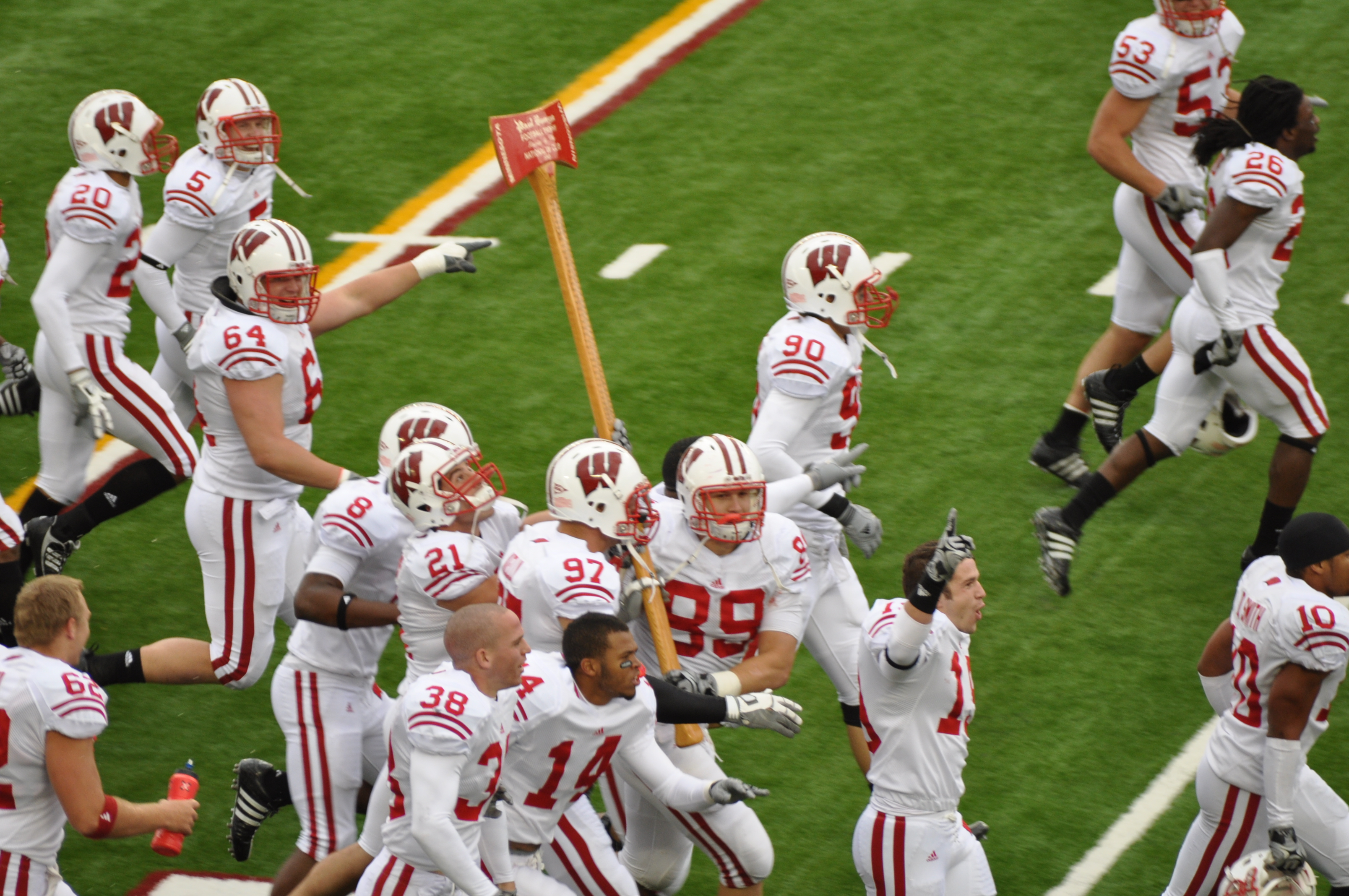
Les Badgers célébrant la victoire de 2009 avec le trophée Paul Bunyan's Axe dans le stade de Minnesota.

Paul Bunyan'Axe
Le trophée en forme de hache dénommé Paul Bunyan's Axe a été créée par le National W Club (une organisation de licenciés en lettres de l'Université du Wisconsin). Il est remis pour la première fois en 1948. Les scores de chaque match sont inscrits sur le manche de la hache lequel a une longueur de 1,80 mètre. Une nouvelle hache a été créée en 2000 et l'originale a été cédée au College Football Hall of Fame en 2003.
Il a été de tradition jusqu'en 2014, qu'après la fin du match, si l'équipe détenant le trophée gagnait, ses joueurs s'emparaient de la hache (laquelle était exposée sur leur propre ligne de touche) pour aller couper un des (ou les deux) poteaux de but,,,,.
Si l'équipe ne détenant pas la hache gagnait, elle était autorisée à courir vers la ligne de touche de son adversaire et à « voler » la hache. La tradition est modifiée en 2014, la hache étant exposée hors du terrain jusqu'à la fin du match. Ce changement était une mesure temporaire prise à la suite d'une escarmouche survenue en 2013 entre les joueurs des deux équipes. En effet, les joueurs de Minnesota ayant perdu le match s'étaient regroupés tout autour de leur poteau de but afin d'empêcher qu'il soit abattu par les joueurs de Wisconsin. La tradition est néanmoins restaurée en 2015 après une nouvelle victoire de Wisconsin.

#### Hawkeyes de l'Iowa
La rivalité avec Iowa (en) a débuté en 1891 et se dispute chaque année depuis la saison 1911.
Un des matchs de rivalité le plus prestigieux est jouée en 1960 à Minneapolis. Les deux équipes sont alors invaincues, Minnesota et Iowa étant classées respectivement no 3 et no 1 du pays. Le match constitue la finale de conférence Big Ten. Son vainqueur sera qualifié pour le Rose Bowl 1961 et sera classé no 1 du pays. C'est Minnesota qui remporte le match sur le score de 27 à 10.
Minnesota a remporté les 12 premiers matchs ce qui constitue la plus longue série de victoires de la rivalité (1881-1916). La plus longue série d'Iowa est de 6 victoires consécutives (2015-2020). La plus large victoire de la rivalité est à l'actif de Minnesota, 75 à 0 en 1903.
Fin de saison 2023, Minnesota mène la série avec 63 victoires pour 52 à Iowa et 2 nuls.
Floyd of Rosedale
Depuis la saison 1935, le vainqueur du match remporte le Floyd of Rosedale, un trophée en bronze de 44 kilos de 53 cm de long et de 38 cm de haut représentant un cochon. Pour désamorcer les tensions entre les deux équipes et les fans, Floyd B. Olson, gouverneur du Minnesota, imagine un pari avec son confrère de l'Iowa, Clyde L. Herring (en). Si Minnesota gagne, il devra lui offrir un cochon (et inversément). Minnesota ayant remporté le match, le gouverneur Herring tient promesse et remet un cochon que lui avait donné Allen Loomis, propriétaire de la ferme Rosedale située à proximité de Fort Dodge dans l'Iowa. :Herring avait surnommé ce cochon Floyd of Rosedale en référence d'une part au prénom du gouverneur du Minnesota et d'autre part au nom de la ferme d'où le cochon était issu. Le cochon est remis par la suite dans une ferme du Minnesota mais meurt huit mois après le match. Néanmoins la tradition va perdurer. Pour éviter l'« échange » d'un animal vivant, le gouverneur Olson charge le sculpteur Charles Brioschi de fabriquer un trophée à l'image de Floyd of Rosedale. Il est mis en jeu dès la saison 1936 et chaque année depuis lor. Le vainqueur du match de rivalité conserve le trophée jusqu'au prochain match de rivalité.
En 2008, la société Rivals.com désigne le Floyd of Rosedale comme le meilleur trophée de rivalité du football américain universitaire. Fin de saison 2020, Minnesota et Iowa ont remporté le trophée à 42 reprises.

#### Wolverines du Michigan

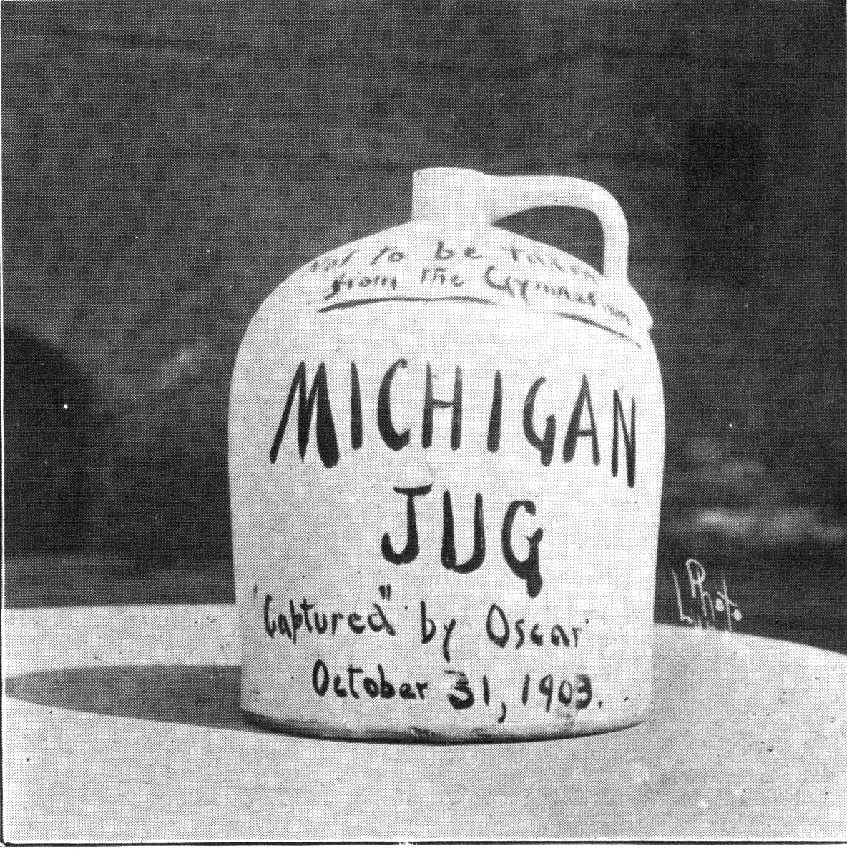
Le Little Brown Jug original photographié en 1909.

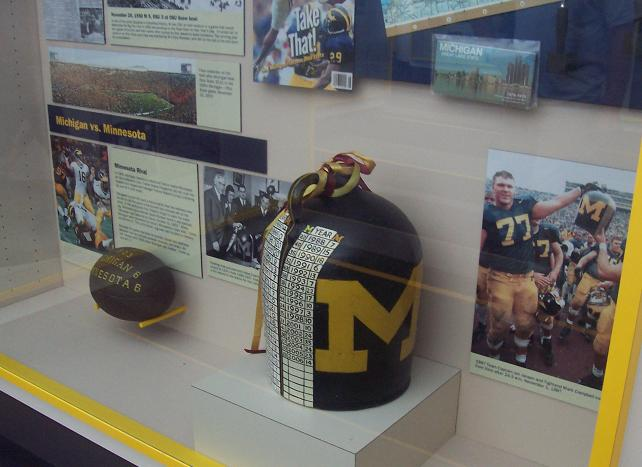
Une réplique du Little Brown Jug de Michigan exposé en 2007.

La rivalité avec Michigan (en) a débuté en 1892. Les équipes se sont rencontrées pratiquement chaque année depuis 1919 jusqu'en 2015. Les équipes n'étant plus dans la même division depuis le réalignement de 2015, elles ne se rencontreront plus que deux fois sur une période de six saisons.
La plus large victoire est à l'actif de Michigan en 2011 sur le score de 58 à 0. La plus longue série de victoires consécutives est détenue par Michigan avec 16 étalées de 1987 à 2004. La série de victoire de Minnesota est limitée à neuf matchs allant de 1934 à 1942.
En fin de saison 2020, Michigan mène la série avec 76 victoires pour 25 à Minnesota et 3 nuls.
Little Brown Jug
Les deux universités se disputent le trophée (cruche en terre cuite) dénommé Little Brown Jug. Son origine date de 1903. Les Wolverines ont depuis 1901 remporté 28 matchs consécutifs. Dans l'intervalle, Minnesota s'est battit une des meilleures équipes de son histoire de sorte que les fans espèrent mettre fin à la série victorieuse des Wolverines. Le match a lieu dans le Minnesota à Minneapolis, et l'étudiant de Michigan Thomas B. Roberts est chargé d'acheter quelque chose pour transporter de l'eau, l'entraîneur craignant que les fans des Gophers puissent contaminer l'eau mise à disposition de son équipe. Roberts achète une cruche de cinq gallons pour 30 ¢ dans un magasin de Dinkytown (en). La cruche elle-même est connue sous le nom de Red Wing Pottery (en) et est fabriquée à Red Wing dans le Minnesota. :Le match se dispute devant vingt mille fansau Northrop Field. Minnesota est menée 6-0 mais fin de seconde mi-temps les Gophers égalisent alors qu'il ne reste que deux minutes de jeu. Les fans de Minnesota envahissent le terrain pour fêter cette égalisation alors que le ciel est rempli de gros nuages annonciateurs d'une tempête imminente. Le désordre régnant sur l'aire de jeu conduit les joueurs de Michigan à rentrer aux vestiaires et le match se termine sur un nul. Les Wolverines abandonnent ensuite la cruche dans les vestiaires. Le lendemain, un joueur dénommé Oscar Munson apporte la cruche au directeur sportif de l'université qui décide de la conserver et de la peindre en brun (couleur de l'université à l'époque). Il y inscrit également sur le côté « Cruche de Michigan - capturée par Oscar, 31 octobre 1903 -  Michigan 6, Minnesota 6. ». Lorsque les équipes se rencontrent à nouveau en 1909, les deux universités s'accordent sur l'idée d'instaurer comme trophée récurrent une cruche similaire. Il existe donc actuellement deux cruches, chacune peinte aux couleurs de l'équipe avec le logo et la liste des victoires de l'équipe.
C'est le trophée de rivalité le plus régulièrement échangé dans le football universitaire, le plus ancien trophée de la NCAA Division I FBS et le deuxième plus ancien trophée de rivalité du pays.

#### Penn State
La rivalité avec Penn State est très récente puisqu'elle n'a débuté qu'en 1993. Les deux équipes ne se rencontrent pas chaque année. Après avoir été versées dans des divisions différentes en 2011 et également à la suite d'un réalignement de la conférence en 2016, elles ne se rencontreront plus qu'à l'occasion de 2 matchs par période de 6 saisons.
La plus large victoire est à l'actif de Penn State lors du match de 1994 remporté sur le score de 56 à 3. La plus longue série de victoires consécutives est détenue par les deux équipes puisqu'elle ont toutes deux remporté 4 matchs consécutifs, Minnesota de 1999 à 2004 et Penn State de 1993 à 1998 et de 2005 à 2010.
Penn State mène les statistiques avec 10 victoires pour 6 à Minnesota.
Governor's Victory Bell
Le vainqueur du match de rivalité se voit remettre le trophée dénommé Governor's Victory Bell. Il a été créé et décerné pour la première fois en 1993 pour célébrer le premier match officiel de Penn State en tant que membre de la Conférence Big Ten. Ce match fut joué contre Minnesota et fut remporté par Penn State sur le score de 38 à 20.
Le trophée présente une cloche en laiton sur laquelle est dessiné le logo de la Conference Big Ten. Cette cloche est suspendue à un cadre en bois. Au sommet du cadre, se trouve une plaque qui présente le nom du trophée, le texte « Presented annualy to the winner of the Penn State-Minnesota football game Established September 4, 1993 » et les sceaux des États du Minnesota et de Pennsylvanie. Les logos sportifs des deux universités apparaissent sur le bas du cadre, celui de Penn State à gauche et celui du Minnesota à droite. Des plaques de laiton indiquant le résultat des matchs sont apposées sur la face avant de la base du socle en bois.

#### Nebraska
La rivalité avec Nebraska (en) a débuté en 1900.
La première partie de la rivalité a été fortement dominée par Minnesota avec 29 victoires et 2 nuls en 37 matchs s'étalant de 1900 jusqu'en 1960. Nebraska domine ensuite en remportant 16 matchs consécutifs de 1961 à 2012 avant qu'une certaine alternance ne s'installe lors des dernières saisons.
La plus large victoire est à l'actif de Nebraska lors du match de 1983 remporté sur le score de 84 à 13. La plus longue série de victoires consécutives est détenue par Nebraska avec 16 victoires remportées entre 1963 et 2012, Minnesota n'ayant remporté que 10 victoires consécutives entre 1940 et 1949.
En fin de saison 2023, Minnesota mène la série avec le 37 victoires pour 25 à Nebraska et 2 nuls.
5 $ Bits of Broken Chair
Depuis 2014, le gagnant du match de rivalité reçoit un trophée non officiel dénommé 5 $ Bits of Broken Chair (5 dollars pour les débris d'un chaise). Une simple chaise en bois rafistolée couleur or est couchée sur un socle en bois où apparaissent les initiales des deux universités. Sous le siège, dans deux faux billets, apparaissent les images du faux Pelini et de Goldy Gopher. Le trophée a été créé par des fans après un échange humoristique de messages entre le compte Twitter de la mascotte de Minnesota Goldy Gopher et le faux compte parodique de l'entraîneur principal de l'époque Bo Pelini. Goldy débute en suggérant un pari sur le match « Hey @FauxPelini, how about a friendly wager for this weekend's game ? Team that gets the most points gets a conference win ? Seem fair ? (Hey @FauxPelini, que diriez-vous d'un pari amical pour le match de ce week-end ? L'équipe qui obtient le plus de points remporte la conférence ? Cela semble juste ? ) ». Le faux Pelini lui répond : « OK how about if we - Nebraska - win you give me $5, if you - Minnesota - win I get to smash a wooden chair over your back. (OK. Que diriez-vous : si nous - Nebraska - gagnons, vous me donnez 5 $, mais si vous - Minnesota - gagnez, je fracasserai une chaise en bois sur votre dos. ». Cette réponse incite Goldy à créer un groupe de soutien sur Twitter et sollicite la communauté de football américain universitaire de Reddit pour la conception du trophée qu'il dénomme « 5 $ Bits of Broken Chair». De nombreux projets sont rapidement présentés et finalement Goldy créé un véritable trophée, qui est présenté lors du match de 2014 joué à Lincoln. Il reçoit un accueil enthousiaste des fan des deux équipes mais n'est pas reconnu par les deux universités. Le trophée change de mains pour la première fois le 17 octobre 2015, après la victoire de Nebraska 48 à 25 à Minneapolis. Bien que Nebraska ait pris ses distances avec ce trophée, dans les semaines qui ont suivi cette victoire, la chaise a été vue avec des joueurs et entraîneurs du Nebraska et a fait plusieurs apparitions sur les pages de médias sociaux de l'université. Après une nouvelle victoire de Nebraska en 2016, le trophée disparait. Des rumeurs indiquaient que les deux universités étaient désireuses de stopper la tradition de ce trophée non officiellement reconnu.
Le 12 septembre 2017, il est annoncé, via Twitter, que Nebraska et Minnesota joueraient à nouveau pour le trophée 5 $ Bits of Broken Chair mais comme un trophée non officiel. Les fans construisent un nouveau trophée ayant pour but de collecter des fonds au profit de la Fondation Team Jack (en) et de l'hôpital maçonnique pour enfants du Minnesota (en). L'image du faux Pelini sur un des faux billets du trophée a été remplacé par celle de la mascotte de Nebraska dénommé Herbie Husker.

### Chant de guerre
« Minnesota Rouser » est le chant de guerre des Golden Gophers. Il a été créé par Floyd Hutsell et le directeur de la chorale  « First Methodist Episcopal Church » de Minneapolis à la suite d'un concours organisé par le Minnesota Daily (en) et le Minneapolis Tribune en 1909 pour remplacer le chant « Hail ! Minnesota » qui n'était pas populaire. Le chant comportait un couplet à l'origine mais seul le refrain est chanté aujourd'hui. Hutsell est surtout connu en dehors du Minnesota sous le nom de « Robert LaMar », un acteur et producteur de vaudeville et d'opérette de premier plan. La chanson était à l'origine intitulée « The U. of M. Rouser », mais est finalement devenue connue sous le nom de « Minnesota Rouser ». Les paroles originales ont été publiées dans le Minneapolis Tribune, le 21 novembre 1909.
L'expression « Ski-U-Mah » inclus dans la chanson est un slogan qui était crié par les fans de l'Université du Michigan qui en même temps poussaient traditionnellement le poing en l'air dans un mouvement circulaire.
| Rah, rah, Honor to our college Minnesota U. Loyal to thy standards We'll never be untrue. Underneath thy pennant Pulses beat with pride And victory e'er shall be our aim O'er the nationwide, (Yell) Minnesota, hats off to thee, To thy colors true we shall ever be... Firm and strong, united are we. Rah, rah, rah, for Ski-U-Ma, Rah, rah, rah, rah, rah, rah, rah, Rah, for the U of M. Ah........ (répéter le refrain) |

| Minnesota, hats off to thee ! To thy colors true we shall ever be, Firm and strong, united are we. Rah, rah, rah, for Ski-U-Mah, Rah ! Rah ! Rah for the U of M. (répéter le refrain) |

### Récompenses individuelles
| Joueurs : - Trophée Heisman Bruce Smith – 1941 - Trophée Outland Tom Brown – 1960 Bobby Bell (en) – 1962 Greg Eslinger (en) – 2005 - Jim Thorpe Award Tyrone Carter (en) – 1999 - Trophée Dave Rimington Greg Eslinger (en) – 2005 - John Mackey Award Matt Spaeth (en) – 2006 | Entraîneurs : - Amos Alonzo Stagg Award (en) Bernie Bierman (en) – 1958 - Eddie Robinson Coach of the Year Murray Warmath (en) – 1960 - Paul Bear Bryant Award Murray Warmath (en) – 1960 |

#### Golden Gophers au College Football Hall of Fame
Liste des Golden Gophers intronisés, classe 2020 compris,
| Nom                     | Poste                             | Date intronisation | Saisons             |
| ----------------------- | --------------------------------- | ------------------ | ------------------- |
| Bert Baston (en)        | End                               | 1954               | 1914–1916           |
| Bobby Bell (en)         | Offensive tackle                  | 1991               | 1960–1962           |
| Bernie Bierman (en)     | Entraîneur principal              | 1955               | 1932–1941 1945–1950 |
| Tom Brown               | Offensive guard                   | 2003               | 1958–1960           |
| Fritz Crisler (en)      | Entraîneur principal              | 1954               | 1930–1931           |
| Carl Eller              | Offensive tackle                  | 2006               | 1959–1962           |
| George Franck           | Running back                      | 2002               | 1938–1940           |
| Paul Giel               | Running back                      | 1975               | 1951–1953           |
| Lou Holtz (en)          | Entraîneur principal              | 2008               | 1984–1985           |
| Herb Joesting (en)      | Fullback                          | 1954               | 1925–1927           |
| Pug Lund (en)           | Running back                      | 1958               | 1932–1934           |
| Bobby Marshall          | End                               | 1971               | 1904–1906           |
| John McGovern (en)      | Quarterback                       | 1966               | 1908–1910           |
| Bronko Nagurski         | Offensive tackle, Fullback        | 1951               | 1927–1929           |
| Leo Nomellini (en)      | Offensive tackle, Offensive guard | 1977               | 1946–1949           |
| Eddie Rogers (en)       | End                               | 1968               | 1900–1903           |
| Bruce Smith             | Running back                      | 1972               | 1939–1941           |
| Sandy Stephens (en)     | Quarterback                       | 2011               | 1959–1961           |
| Clayton Tonnemaker (en) | Center                            | 1980               | 1946–1949           |
| Ed Widseth (en)         | Offensive tackle                  | 1954               | 1934–1936           |
| Dick Wildung (en)       | Offensive tackle                  | 1957               | 1940–1942           |
| Henry L. Williams (en)  | Entraîneur principal              | 1951               | 1900–1921           |
| Bob Stein (en)          | Linebacker                        | 2020               | 1969-1975           |

#### Golden Gophers au Pro Football Hall of Fame
Liste des intronisés, classe 2020 comprise(p172)
| Nom                | Poste                     | Date intronisation | Équipe NFL                                   | Saisons             |
| ------------------ | ------------------------- | ------------------ | -------------------------------------------- | ------------------- |
| Bobby Bell (en)    | Defensive end, Linebacker | 1983               | Chiefs de Kansas City                        | 1963–1974           |
| Tony Dungy         | Entraîneur principal      | 2016               | Buccaneers de Tampa Bay Colts d'Indianapolis | 1996–2001 2002–2008 |
| Carl Eller         | Defensive end             | 2004               | Vikings du Minnesota Seahawks de Seattle     | 1964–1978 1979      |
| Bud Grant          | Entraîneur principal      | 1994               | Vikings du Minnesota                         | 1967–1983, 1985     |
| Bronko Nagurski    | Fullback                  | 1963               | Bears de Chicago                             | 1930–1937, 1943     |
| Leo Nomellini (en) | Defensive tackle          | 1969               | 49ers de San Francisco                       | 1950–1963           |
| Charlie Sanders    | Tight end                 | 2007               | Lions de Détroit                             | 1968–1977           |

#### Golden Gophers au Canadian Football Hall of Fame
Liste des intronisés, classe 2018 comprise,.
| Nom       | Poste                          | Date intronisation | Équipe NFL                       | Saisons   |
| --------- | ------------------------------ | ------------------ | -------------------------------- | --------- |
| Tom Brown | Defensive lineman              | 1984               | Lions de la Colombie-Britannique | 1961–1967 |
| Bud Grant | Tight end Entraîneur principal | 1983               | Blue Bombers de Winnipeg         | 1953–1966 |

### Infrastructures

#### Huntington Bank Stadium
Le Huntington Bank Stadium est le stade de football américain utilisé par les Golden Gophers. Il est situé sur le campus de l'Université du Minnesota à Minneapolis dans l'État du Minnesota. Le stade est en forme de fer à cheval et a une capacité de 52 525 sièges. Il a été construit en fonction d'une future augmentation de sa capacité, laquelle après aménagements sera portée à 80 000 spectateurs. Le coût de ces travaux est estimé à 303,3 millions de dollars. Le stade a temporairement accueilli les matchs des Vikings du Minnesota lors des saisons 2014 et 2015 pendant la construction de l' U.S. Bank Stadium.

#### Gibson-Nagurski Football Complex
Ce complexe abrite les bureaux administratifs de l'équipe, les vestiaires, les salles de réunion, la salle d’équipement, la salle d’entraînement et les salons des joueurs. Il porte le nom de deux célèbres joueurs des Gophers des années 1920, George Gibson (en) et Bronko Nagurski.

#### Anciens stades
- Northrop Field (en) (1899–1923)
- Memorial Stadium (en) (1924–1981)
- Hubert H. Humphrey Metrodome (1982–2008)

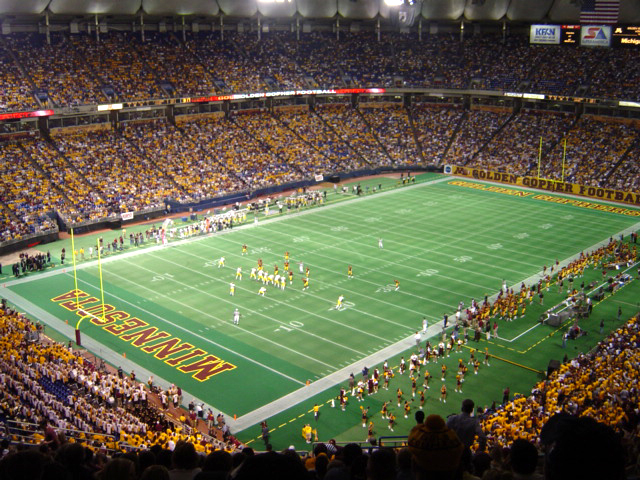
Le Hubert H. Humphrey Metrodome lors d'un match de la saison 2003.
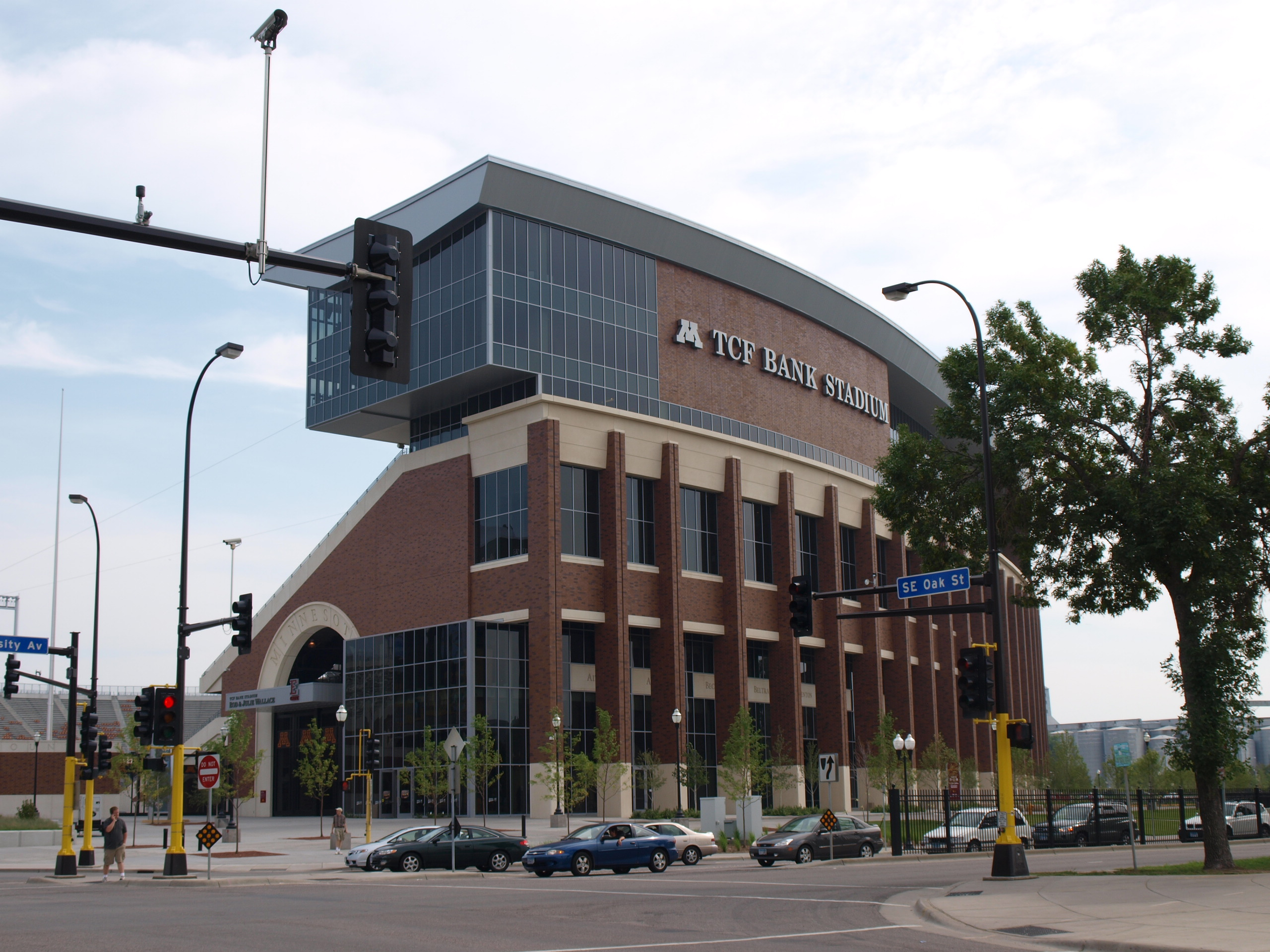
Le TCF Bank Stadium, photographié du carrefour formé par University Avenue et Oak Street.
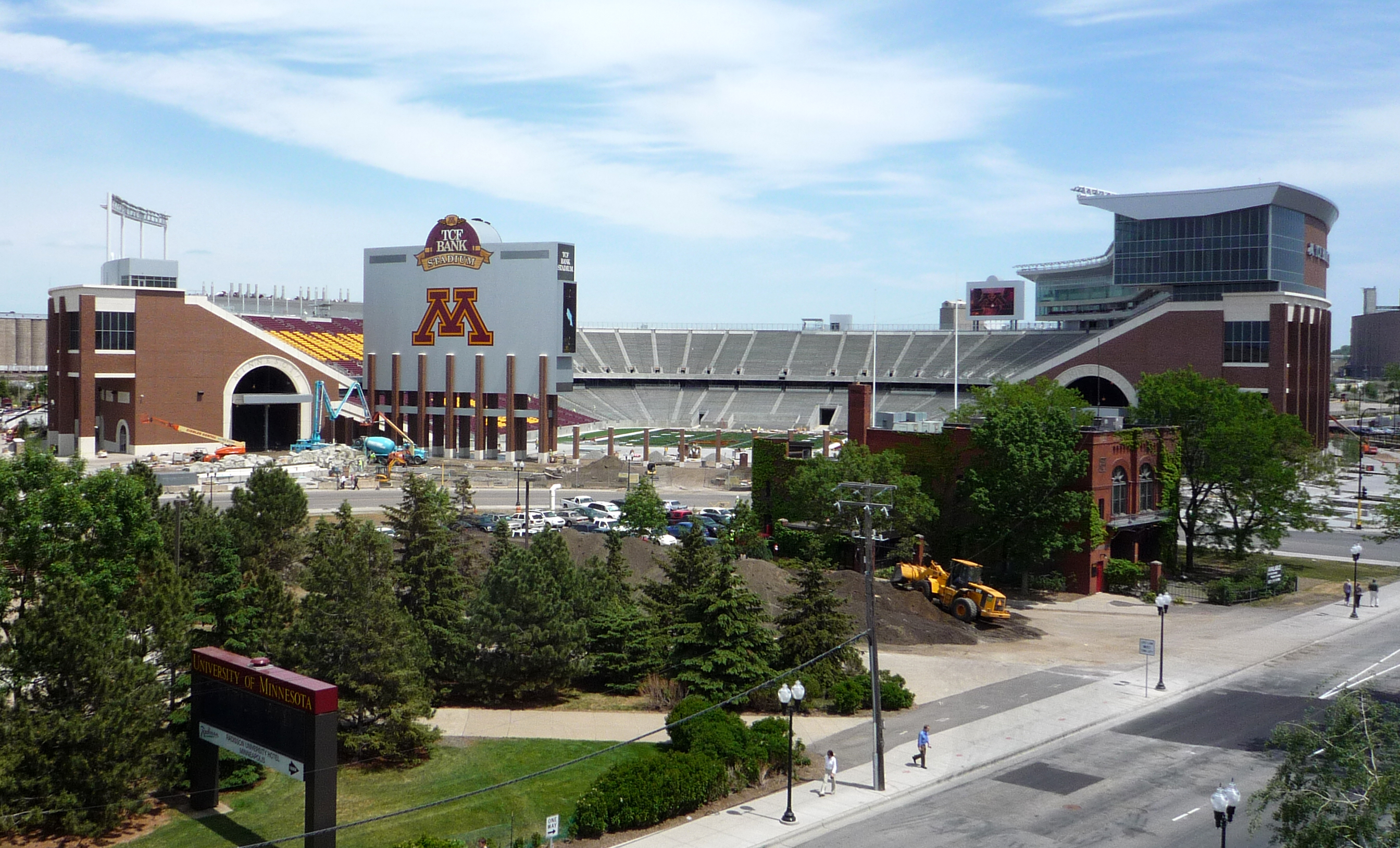
Le TCF Bank Stadium en 2009 lors de sa construction.

## Autres sports

### Installations
- Salle de basket-ball : Williams Arena 14 625 places ;
- Patinoire pour le hockey sur glace masculin : Mariucci Arena (en) 10 000 places ;
- Patinoire pour le hockey sur glace féminin : Ridder Arena (en) 3 400 places.

### Palmarès
- Basket-ball masculin : 1902, 1903, 1919
- Hockey sur glace masculin : 1929, 1940, 1974, 1976, 1979, 2002, 2003[73]
- Hockey sur glace féminin : 2000, 2004, 2005, 2012, 2013
- Baseball : 1956, 1960, 1964
- Golf masculin : 2002
- Course à pied masculin : 1948
- Lutte : 2001, 2002, 2007